# ملك أباد (كوهستان)
ملك أباد (بالفارسية: ملک‌آباد) هي قرية تقع في إيران في Kuhestan Rural District. يقدر عدد سكانها بـ 40 نسمة بحسب إحصاء 2016.